# Lilla Öflyet
Lilla Öflyet är en sjö i Filipstads kommun i Värmland och ingår i Göta älvs huvudavrinningsområde.